# Lukács István (lelkész)
Lukács István (Udvari (Bihar megye), 1772 – Hajdúszoboszló, 1842. július 11.) református lelkész.

## Élete
Debrecenben tanult és 1791. áprilisban subscribált. 1798-99-ben a főiskolában a költészettan tanítója volt, azután könyvtárnok lett. 1801. március 14-től szeptember 18-ig főiskolai senior. 1802. március 27-én iratkozott be a jénai egyetemre. Hazájába visszatérve, 1803-ban Hajdúszoboszlón lett pap.
A reform-énekeskönyvben ő írta a következő dicséreteket: 53., 57., 133-136. sz. és Szinnyei szerint tőle van a Fábián József szerkesztette Lelki Pásztori Tárházában egy beköszöntő (Pest, 1818. I. Hogy itélnek sokan a prédikátorról s hogy kell őket nézni?).